# Điện mặt trời Trung Nam Trà Vinh
Nhà máy Điện mặt trời Trung Nam Trà Vinh, tên giao dịch tiếng Anh là Trungnam Trà Vinh Solar Power, là nhà máy điện mặt trời xây dựng trên vùng đất xã Dân Thành huyện Duyên Hải tỉnh Trà Vinh .
Điện mặt trời Trung Nam Trà Vinh có tổng công suất lắp máy 165 MWp, sản lượng điện hàng năm khoảng 250 triệu kWh, khởi công tháng 1/2019, dự kiến hoàn thành quý 2/2019. Nhà máy có diện tích hoạt động 171 ha, với hơn 440 nghìn tấm pin mặt trời .
Tại tỉnh Trà Vinh lượng bức xạ trung bình năm đo được tại khu vực duyên hải đạt từ 1700 – 1900 kWh/m², bức xạ ngày trung bình hơn 4.9 kWh/m². Địa thế nhiều giồng cát hình cánh cung làm cho vùng duyên hải Trà Vinh có điều kiện thuận lợi cho phát triển các dự án năng lượng mặt trời.